# Kenta Mukuhara
Kenta Mukuhara (Tokio, 6 juli 1989) is een Japans voetballer.

## Carrière
Kenta Mukuhara tekende in 2008 bij FC Tokyo.